# Pierre Paupelier
Pierre Paupelier est un peintre en miniature français, né à Troyes vers 1621, et mort dans la même ville le 18 juin 1666 âgé de 45 ans.

## Biographie
Pierre Paupelier est le fils d'Augustin Paupelier (†1659), menuisier-sculpteur de Troyes qui a réalisé des retables pour les églises troyennes. Des Paupelier sont cités parmi les orfèvres troyens à la fin du XVIe siècle.
Peu d'informations sur la carrière de Pierre Paupelier sont connues. Il a appris à Louis XIV à peindre des fleurs en miniature.
Il a été reçu peintre en miniature à l'Académie royale de peinture et de sculpture le 26 mai 1663.
Il a été inhumé à l'église Saint-Rémy de Troyes.